# Svatoslav (Vysočina)
Svatoslav (in tedesco Swatoslau) è un comune della Repubblica Ceca facente parte del distretto di Třebíč, nella regione di Vysočina.